# 粉蒸肉

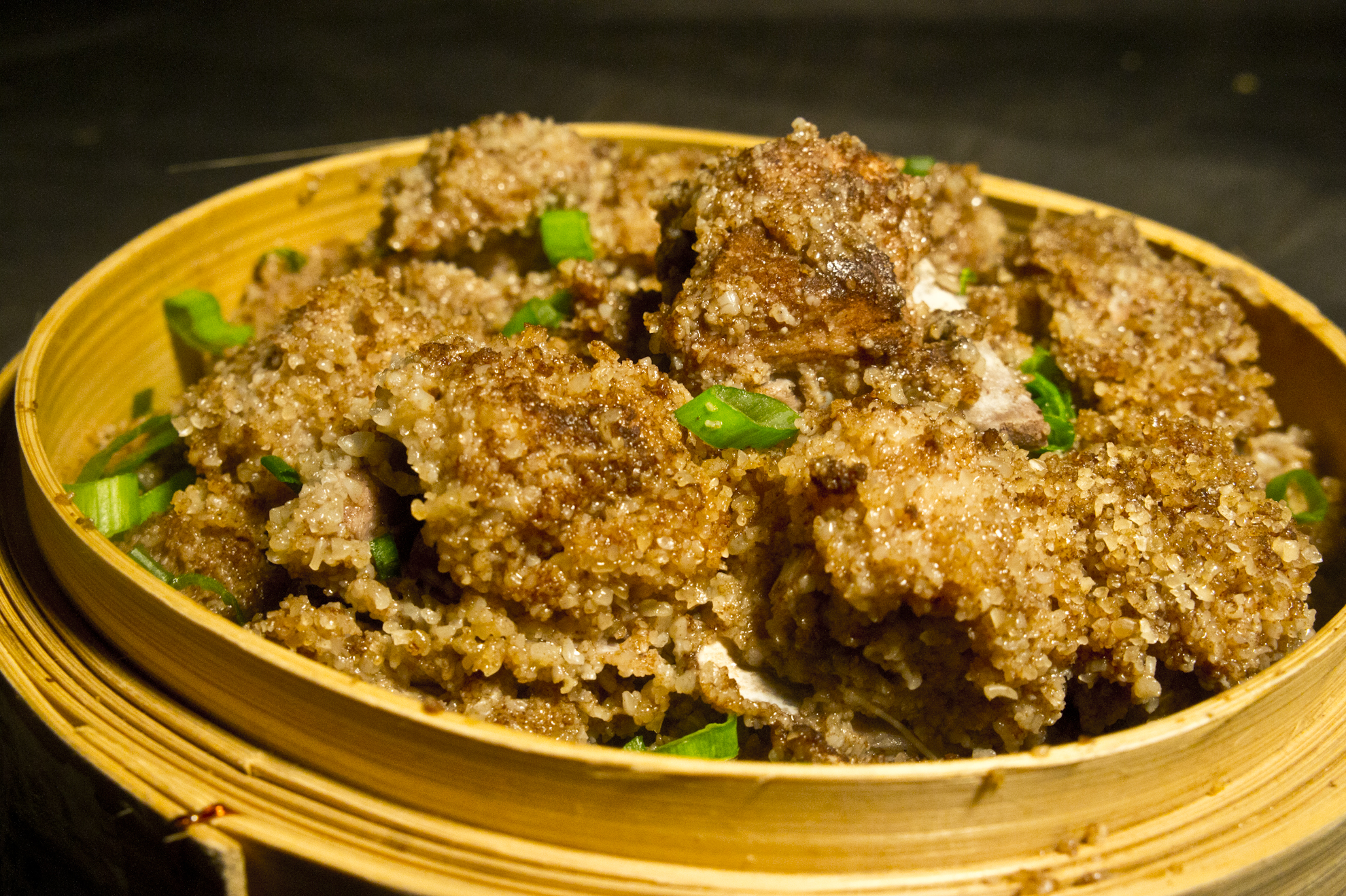
粉蒸肉

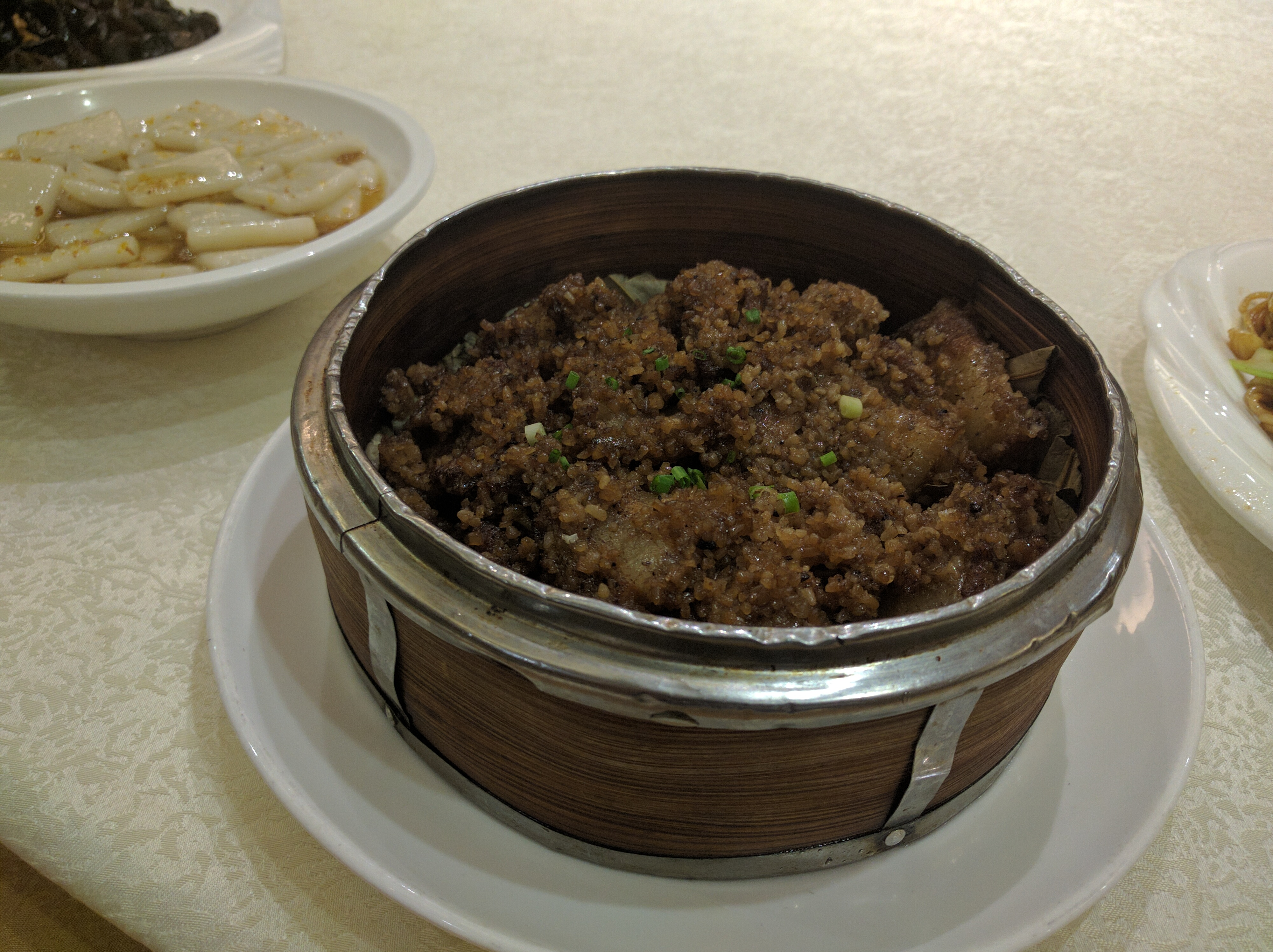
赣菜米粉肉

粉蒸肉又叫米粉肉，源自湖北菜，是中国中南地区的特色菜式，存在于湖北菜、江西菜、湖南菜、及川菜，并在周边地区流行。粉蒸肉主要材料為五花肉，辅以香料和米粉，上锅蒸透。不同地区版本所用香料不同，四川还会提前加入辣味的豆瓣酱腌制。